# Джейсон Катімс
Джейсон Катімс (англ. Jason Katims; нар. 30 листопада 1960) — американський телевізійний сценарист, продюсер і драматург. Найбільш відомий як творець кількох телесеріалів, зокрема «Відносність» (1996), «Розвелл» (1999—2002), «Нічні вогні п'ятниці» (2006—2011), «Батьківство» (2010—2015), «Про хлопчика» (2014—2015) та «Зліт» (2018).

## Раннє життя та сім'я
Народився в єврейській родині в Брукліні, Нью-Йорк, у дитинстві жив у бруклінських районах Краун-Гайтс та Мідвуд. Його батько був актором і продавцем; мати «трохи викладала» англійську мову та філософію. Його батьки були «дуже політично активними, дуже лівими». У нього є старші брат і сестра.
Закінчив середню школу Едварда Мерроу, навчався театрального мистецтва у Квінз-коледжі (Квінз, Нью-Йорк).
Одружився зі своєю шкільною подругою; у пари двоє дітей, Фібі та Соєр Катімс.

## Кар'єра
Працював драматургом у Нью-Йорку, поки режисер і продюсер Едвард Цвік не запросив його писати сценарії для телебачення та кіно.
У 1994 році він написав сценарії трьох епізодів підліткової драми ABC «Моє так зване життя». У 1996 році створив серіал «Відносність» (англ. Relativity), який було скасовано після 17 епізодів. Згодом він створив культовий телесеріал «Розвелл».
Катімс працював над серіалом NBC «Нічні вогні п'ятниці» як головний сценарист і виконавчий продюсер. У 2007—2010 роках він був номінований премію Гільдії сценаристів Америки за роботу над кожним сезоном серіалу, нарешті, у 2011 році був удостоєний прайм-тайм премії «Еммі» за видатний сценарій драматичного серіалу.
Катімс також є творцем і виконавчим продюсером ще одного серіалу NBC, «Батьківство», заснованого на однойменному художньому фільмі та наступному телесеріалі 1990—1991 років. Новий серіал вийшов у 2010—2015 роках. Катімс створив персонажа серіалу Макса Брейвермана на основі свого життя з власним сином, який має синдром Аспергера.
У 2014 році на основі однойменного роману Катімс розробив для NBC серіал «Про хлопчика» (англ. About a Boy).
Катімс є автором п'єси «Людина, яка не вміла танцювати» (англ. The Man Who Couldn't Dance), він колишній член колективу драматургів Stagewrights (Нью-Йорк).
У 2019 році створив для Fox телесеріал «Майже сім'я» (англ. Almost Family), заснований на австралійському серіалі «Сестри» (англ. Sisters, 2017—2018).
15 червня 2020 року Катімс став сценаристом фільму для Amazon Prime Video «Як ми це бачимо» (As We See It), заснованого на ізраїльському серіалі «На спектрі» (івр. על הספקטרום, 2018).
Улітку 2022 року Катімс підписав багаторічну угоду з Imagine Television.

## Фільмографія

### Кінофільми
- 1996 — Чужі похорони[en]
- 2012 — Клятва

### Телебачення
Цифри у дужках показують кількість епізодів
| Рік       | Назва                | Оригінальна назва   | Автор     | Режисер | Сценарист | Виконавчий продюсер | Канал               |
| --------- | -------------------- | ------------------- | --------- | ------- | --------- | ------------------- | ------------------- |
| 1994      | Моє так зване життя  | My So-Called Life   | Ні        | Ні      | Так (3)   | Ні                  | ABC                 |
| 1996      | Відносність          | Relativity          | Ні        | Ні      | Так (7)   | співпродюсер        | ABC                 |
| 1999–2002 | Розвелл              | Roswell             | розробник | Ні      | Так (17)  | Так                 | The WB              |
| 2004      |                      | DeMarco Affairs     | Так       | Ні      | Ні        | Так                 | ABC                 |
| 2005      |                      | Fertile Ground      | Ні        | Ні      | Ні        | Так                 | N/A                 |
| 2006      |                      | Pepper Dennis       | Ні        | Ні      | Так (2)   | Так                 | The WB              |
| 2007      | Весільні дзвіночки   | The Wedding Bells   | Так       | Ні      | Так (1)   | Так                 | Fox                 |
| 2006–2011 | Нічні вогні п'ятниці | Friday Night Lights | Ні        | Так (2) | Так (10)  | Так                 | NBC The 101 Network |
| 2010–2015 | Батьківство          | Parenthood          | розробник | Так (3) | Так (21)  | Так                 | NBC                 |
| 2014–2015 | Про хлопчика         | About a Boy         | розробник | Ні      | Так (6)   | Так                 | NBC                 |
| 2016      | Шлях                 | The Path            | Ні        | Ні      | Так (1)   | Так                 | NBC                 |
| 2016–2017 |                      | Pure Genius         | Ні        | Ні      | Так (3)   | Так                 | CBS                 |
| 2018      | Зліт                 | Rise                | розробник | Ні      | Так (5)   | Так                 | NBC                 |
| 2019–2020 | Майже сім'я          | Almost Family       | Ні        | Ні      | Ні        | Так (2)             | Fox                 |
| 2022      | Як ми це бачимо      | As We See It        | розробник | Ні      | Так (3)   | Так                 | Amazon Prime Video  |
| 2023      | Дорогий Едварде      | Dear Edward         | Так       | Ні      | Так       | Так                 | Apple TV+           |